# So Undercover
So Undercover är en actionkomedi från 2012 med Miley Cyrus, Jeremy Piven och Mike O'Malley. Filmen regisserades av Tom Vaughan och skrevs av Allan Loeb.

## Handling
Molly (Miley Cyrus) är en vass, street-smart och tuff privatdetektiv som arbetar åt sin pappa (Mike O'Malley) tills han får sitt jobb tillbaka. När Molly får ett jobberbjudande från FBI så måste hon gå undercover för att rädda en före detta gangsters dotter. Molly tvingas då att förändra sin personlighet till en icke-vulgär, sofistikerad collegestudent.

## Rollista
- Miley Cyrus som Molly
- Jeremy Piven som Armon
- Mike O'Malley som Sam, Mollys pappa
- Joshua Bowman som Nicholas
- Kelly Osbourne som Becky
- Matthew Settle som professor Talloway